# Korpusz
A korpusz nyelvészeti szakkifejezés, jelentése egy adott nyelv adott időpontban használt változatára vonatkozó szövegek összessége.
A szó a latin corpus (test) szóból ered, és a "nyelvi test", nyelvi összesség értelemben használt.
A nyelvi korpusz felhasználásaira lehet példa szótárak létrehozása, nyelv jellegzetességeinek elemzése.
Létrehozásakor fontos szempont, hogy lehetőség szerint ne keveredjen benne az adott nyelv eltérő időszakokban használt (új, és régies) formája.
Az informatika terjedésével egyre könnyebb igen nagy mennyiségű, természetes szöveget tartalmazó korpuszok létrehozása, ilyen célra használhatóak például a digitalizált lexikonok, a Wikipédia, de például az internetes weblapok egy adott köre is (pl. sajtó).

## Lásd még a Wikipédiában
- Történeti nyelvészet
- Szövegbányászat
- Morfológia

## Kiegészítő irodalom
- Mit nevezünk korpusznak?, Magyar Nemzeti Szövegtár. Magyar Tudományos Akadémia Nyelvtudományi Intézet (2006. március 17.). Hozzáférés ideje: 2010. május 2.
- Szirmai Monika: Bevezetés a korpusznyelvészetbe. A korpusznyelvészet alkalmazása az anyanyelv és az idegen nyelv tanulásában és tanításában, Budapest, Tinta Könyvkiadó, 2006.

## További kiegészítések
- Közép- és kelet-európai nyelvek korpuszalapú többnyelvű terminológiai adatbázisai = Cental- and East-European corpus-based multilingual terminological databases - REAL - az MTA Könyvtárának Repozitóriuma. Real.mtak.hu. (Hozzáférés: 2010. május 2.)

- MNSZ Kárpát-medencei Magyar Nyelvi Korpusz - Workshop. Corpus.nytud.hu. [2011. július 28-i dátummal az eredetiből archiválva]. (Hozzáférés: 2010. május 2.)